# 悦来镇 (永兴县)
悦来乡，是中华人民共和国湖南省郴州市永兴县下辖的一个乡镇级行政单位。

## 行政区划
悦来乡下辖以下地区：
玉泉村、南冲村、爱好村、鸦鹊村、马渡村、悦来村、尹家村、金竹村、三黄村、胡家村、廖宅村、平田村、江华村和唐家村。